# Publio Mumio Sisenna
Publio Mummio Sisenna  fue un político romano del siglo II, que desempeñó el cargo de gobernador de la provincia de Britania.

## Carrera pública
De familia senatorial de la ciudad de Hispalis (Sevilla, España) en la muy romanizada provincia de la Bética, aunque su carrera hasta el consulado no es desconocida.

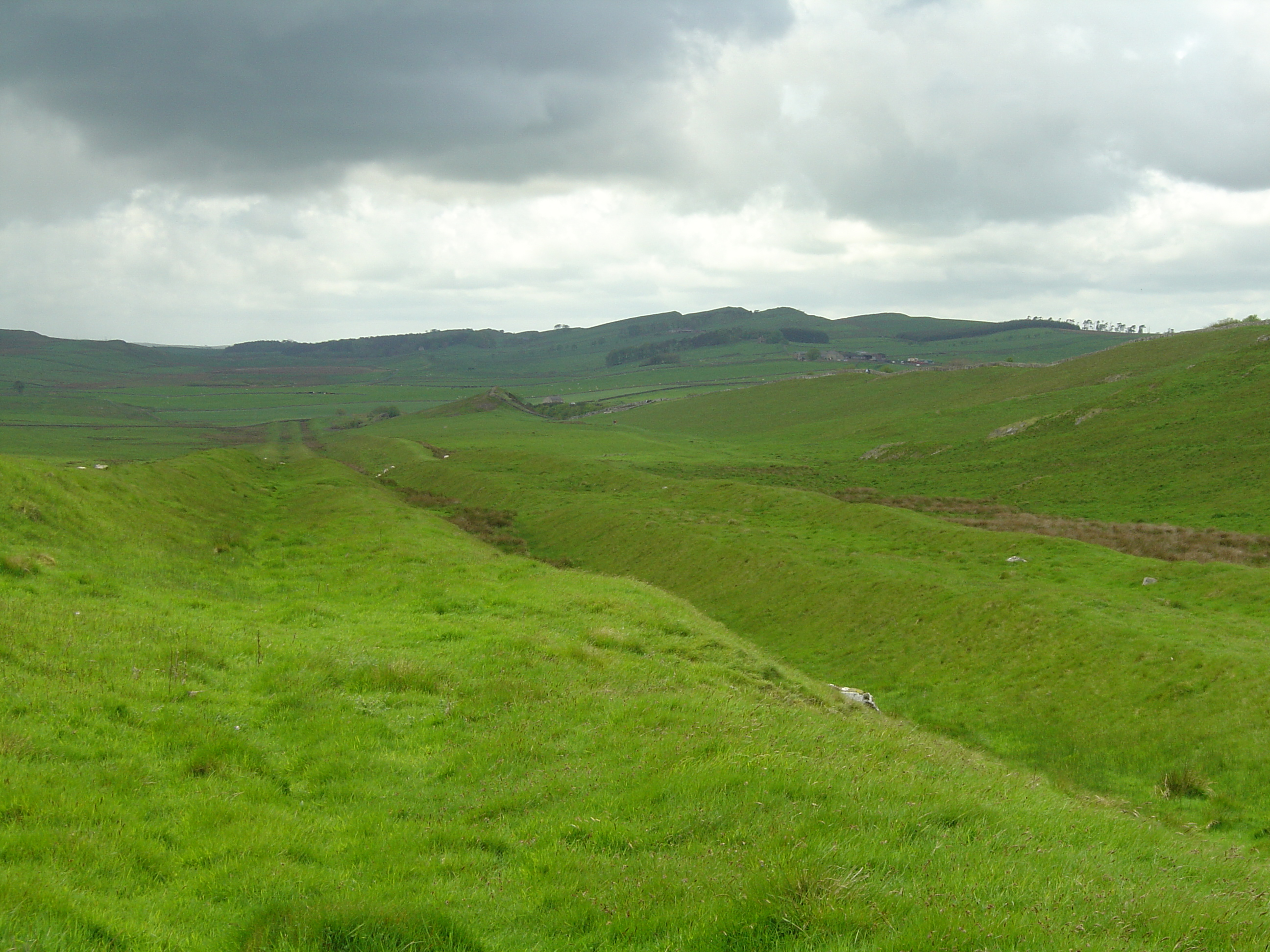
Restos del Vallum, en la Muralla de Adriano.

En el año 133 fue nombrado cónsul ordinario junto a Marco Antonio Híbero. Aunque no tenía experiencia militar ni administrativa —al menos no como gobernador de provincia—, fue elegido para sustituir en el gobierno de Britania a Sexto Julio Severo cuando este fue convocado con urgencia para sofocar la Rebelión de Bar Kojba en Judea. El hecho de elegir a alguien sin experiencia para reemplazar a una importante figura como Severo indica la situación de emergencia que atravesaba el Imperio —al menos a ojos de Adriano—, ya que Britania era para el emperador uno de los territorios más importantes desde la rebelión de los brigantes y el inicio de la construcción del Muro de Adriano. A favor de Mumio Sisenna puede alegarse que en esa época contaba con cincuenta años de edad, por lo que era considerado un hombre de gran experiencia, una cualidad muy valorada en esa época.
Su administración se caracterizó por un periodo pacífico en el que se finalizó la construcción del muro. Es probable que su gobierno fuera el encargado de edificar el Vallum, así como de reconstruir el tercio occidental del muro de piedra y desarrollar las defensas marítimas occidentales, una extensión del muro a lo largo de la costa de Cumbria.

## Descendencia
Su hijo fue Publio Mumio Sisena Rutiliano, consul suffectus en 146, bajo Antonino Pío.